# Grand Prix de Patinação Artística no Gelo de 2015–16
O Grand Prix de Patinação Artística no Gelo de 2015–16 foi a vigésima primeira temporada do Grand Prix ISU, uma série de competições de patinação artística no gelo disputada na temporada 2015–16. São distribuídas medalhas em quatro disciplinas, individual masculino e individual feminino, duplas e dança no gelo. Os patinadores ganham pontos com base na sua posição em cada evento e os seis primeiros de cada disciplina são qualificados para competir na final do Grand Prix, realizada em Barcelona, Espanha.
A competição é organizada pela União Internacional de Patinação (em inglês:  International Skating Union), a série Grand Prix começou em 23 de outubro e continuaram até 13 dezembro de 2015.

## Calendário
A ISU anunciou o seguinte calendário de eventos que ocorrerão no outono de 2015:
| #     | Evento                             | Localização               | Data                 | Ref    |
| ----- | ---------------------------------- | ------------------------- | -------------------- | ------ |
| 1     | Skate America de 2015              | Milwaukee, Estados Unidos | 23–25 de outubro     | [ 4 ]  |
| 2     | Skate Canada International de 2015 | Lethbridge, Canadá        | 30 de out.–1 de nov. | [ 5 ]  |
| 3     | Cup of China de 2015               | Pequim, China             | 6–8 de novembro      | [ 6 ]  |
| 4     | Trophée Éric Bompard de 2015       | Bordeaux, França          | 13–15 de novembro    | [ 7 ]  |
| 5     | Rostelecom Cup de 2015             | Moscou, Rússia            | 20–22 de novembro    | [ 8 ]  |
| 6     | NHK Trophy de 2015                 | Nagano, Japão             | 27–29 de novembro    | [ 9 ]  |
| Final | Final do Grand Prix de 2015–16     | Barcelona, Espanha        | 10–13 de dezembro    | [ 10 ] |

Notas
- O Trophée Éric Bompard de 2015 começou normalmente, porém após os ataques em Paris no dia 13 de novembro, a organização da competição decidiu cancelar as competições do segundo dia, porém mantendo os resultados obtidos no programa curto para efeito de pontuação do Grand Prix de 2015–16.[11] No dia 23 de novembro, a ISU anunciou que iria manter os resultados oficiais obtidos no programa curto para o resultado final, pontuação do Grand Prix de 2015–16 e premiações.[12]

## Medalhistas

### Skate America
| Evento                        | Ouro                                        | Prata                                           | Bronze                                      |
| Individual masculino detalhes | Max Aaron · Estados Unidos                  | Shoma Uno · Japão                               | Jason Brown · Estados Unidos                |
| Individual feminino detalhes  | Evgenia Medvedeva · Rússia                  | Gracie Gold · Estados Unidos                    | Satoko Miyahara · Japão                     |
| Duplas detalhes               | Sui Wenjing · Han Cong · China              | Alexa Scimeca · Chris Knierim · Estados Unidos  | Julianne Séguin · Charlie Bilodeau · Canadá |
| Dança no gelo detalhes        | Madison Chock · Evan Bates · Estados Unidos | Victoria Sinitsina · Nikita Katsalapov · Rússia | Piper Gilles · Paul Poirier · Canadá        |

### Skate Canada International
| Evento                        | Ouro                                   | Prata                                            | Bronze                                           |
| Individual masculino detalhes | Patrick Chan · Canadá                  | Yuzuru Hanyu · Japão                             | Daisuke Murakami · Japão                         |
| Individual feminino detalhes  | Ashley Wagner · Estados Unidos         | Elizaveta Tuktamysheva · Rússia                  | Yuka Nagai · Japão                               |
| Duplas detalhes               | Meagan Duhamel · Eric Radford · Canadá | Evgenia Tarasova · Vladimir Morozov · Rússia     | Kirsten Moore-Towers · Michael Marinaro · Canadá |
| Dança no gelo detalhes        | Kaitlyn Weaver · Andrew Poje · Canadá  | Maia Shibutani · Alex Shibutani · Estados Unidos | Ekaterina Bobrova · Dmitri Soloviev · Rússia     |

### Cup of China
| Evento                        | Ouro                                       | Prata                                       | Bronze                                     |
| Individual masculino detalhes | Javier Fernández · Espanha                 | Jin Boyang · China                          | Yan Han · China                            |
| Individual feminino detalhes  | Mao Asada · Japão                          | Rika Hongo · Japão                          | Elena Radionova · Rússia                   |
| Duplas detalhes               | Yuko Kavaguti · Alexander Smirnov · Rússia | Sui Wenjing · Han Cong · China              | Yu Xiaoyu · Jin Yang · China               |
| Dança no gelo detalhes        | Anna Cappellini · Luca Lanotte · Itália    | Madison Chock · Evan Bates · Estados Unidos | Elena Ilinykh · Ruslan Zhiganshin · Rússia |

### Trophée Éric Bompard
| Evento                        | Ouro                                               | Prata                                  | Bronze                                      |
| Individual masculino detalhes | Shoma Uno · Japão                                  | Maxim Kovtun · Estados Unidos          | Daisuke Murakami · Japão                    |
| Individual feminino detalhes  | Gracie Gold · Estados Unidos                       | Yulia Lipnitskaya · Rússia             | Roberta Rodeghiero · Itália                 |
| Duplas detalhes               | Tatiana Volosozhar · Maxim Trankov · Rússia        | Vanessa James · Morgan Ciprès · França | Julianne Séguin · Charlie Bilodeau · Canadá |
| Dança no gelo detalhes        | Madison Hubbell · Zachary Donohue · Estados Unidos | Piper Gilles · Paul Poirier · Canadá   | Alexandra Stepanova · Ivan Bukin · Rússia   |

### Rostelecom Cup
| Evento                        | Ouro                                    | Prata                                      | Bronze                                          |
| Individual masculino detalhes | Javier Fernández · Espanha              | Adian Pitkeev · Rússia                     | Ross Miner · Estados Unidos                     |
| Individual feminino detalhes  | Elena Radionova · Rússia                | Evgenia Medvedeva · Rússia                 | Adelina Sotnikova · Rússia                      |
| Duplas detalhes               | Ksenia Stolbova · Fedor Klimov · Rússia | Yuko Kavaguti · Alexander Smirnov · Rússia | Peng Cheng · Zhang Hao · China                  |
| Dança no gelo detalhes        | Kaitlyn Weaver · Andrew Poje · Canadá   | Anna Cappellini · Luca Lanotte · Itália    | Victoria Sinitsina · Nikita Katsalapov · Rússia |

### NHK Trophy
| Evento                        | Ouro                                             | Prata                                        | Bronze                                             |
| Individual masculino detalhes | Yuzuru Hanyu · Japão                             | Jin Boyang · China                           | Takahito Mura · Japão                              |
| Individual feminino detalhes  | Satoko Miyahara · Japão                          | Courtney Hicks · Estados Unidos              | Mao Asada · Japão                                  |
| Duplas detalhes               | Meagan Duhamel · Eric Radford · Canadá           | Yu Xiaoyu · Jin Yang · China                 | Alexa Scimeca · Chris Knierim · Estados Unidos     |
| Dança no gelo detalhes        | Maia Shibutani · Alex Shibutani · Estados Unidos | Ekaterina Bobrova · Dmitri Soloviev · Rússia | Madison Hubbell · Zachary Donohue · Estados Unidos |

### Final do Grand Prix
| Evento                        | Ouro                                    | Prata                                       | Bronze                                     |
| Individual masculino detalhes | Yuzuru Hanyu · Japão                    | Javier Fernández · Espanha                  | Shoma Uno · Japão                          |
| Individual feminino detalhes  | Evgenia Medvedeva · Rússia              | Satoko Miyahara · Japão                     | Elena Radionova · Rússia                   |
| Duplas detalhes               | Ksenia Stolbova · Fedor Klimov · Rússia | Meagan Duhamel · Eric Radford · Canadá      | Yuko Kavaguti · Alexander Smirnov · Rússia |
| Dança no gelo detalhes        | Kaitlyn Weaver · Andrew Poje · Canadá   | Madison Chock · Evan Bates · Estados Unidos | Anna Cappellini · Luca Lanotte · Itália    |

## Qualificação
Devido ao cancelamento da patinação livre/dança livre no Trophée Éric Bompard, a União Internacional de Patinação anunciou uma exceção aos critérios de qualificação. O patinadores que ficaram na sétima posição na qualificação para a Final do Grand Prix, e se eles competiram no Trophée Éric Bompard, eles iriam receber um convite para a final.
|  | Patinadores qualificados para a Final do Grand Prix |
|  | Substitutos                                         |

### Individual masculino
| Classificação | Classificação              | Classificação    | Classificação | Classificação | Classificação | Classificação | Classificação | Classificação | Classificação |
| Pos.          | Nome                       | Nacionalidade    | USA           | CAN           | CHN           | FRA           | RUS           | JPN           | Total         |
| ------------- | -------------------------- | ---------------- | ------------- | ------------- | ------------- | ------------- | ------------- | ------------- | ------------- |
| 1             | Javier Fernández           | Espanha          | –             | –             | 15            | –             | 15            | –             | 30            |
| 2             | Yuzuru Hanyu               | Japão            | –             | 13            | –             | –             | –             | 15            | 28            |
| 3             | Shoma Uno                  | Japão            | 13            | –             | –             | 15            | –             | –             | 28            |
| 4             | Jin Boyang                 | China            | –             | –             | 13            | –             | –             | 13            | 26            |
| 5             | Patrick Chan               | Canadá           | –             | 15            | –             | 7             | –             | –             | 22            |
| 6             | Daisuke Murakami           | Japão            | –             | 11            | –             | 11            | –             | –             | 22            |
| 7             | Yan Han                    | China            | 9             | –             | 11            | –             | –             | –             | 20            |
| 8             | Max Aaron                  | Estados Unidos   | 15            | –             | –             | 4             | –             | –             | 19            |
| 9             | Adian Pitkeev              | Rússia           | 5             | –             | –             | –             | 13            | –             | 18            |
| 10            | Adam Rippon                | Estados Unidos   | –             | 9             | –             | –             | 9             | –             | 18            |
| 11            | Grant Hochstein            | Estados Unidos   | –             | –             | 9             | –             | –             | 9             | 18            |
| 12            | Ross Miner                 | Estados Unidos   | 4             | –             | –             | –             | 11            | –             | 15            |
| 13            | Maxim Kovtun               | Rússia           | –             | –             | –             | 13            | –             | 0             | 13            |
| 14            | Konstantin Menshov         | Rússia           | 7             | –             | –             | –             | –             | 5             | 12            |
| 15            | Sergei Voronov             | Rússia           | –             | –             | 7             | –             | 5             | –             | 12            |
| 16            | Takahito Mura              | Japão            | 0             | –             | –             | –             | –             | 11            | 11            |
| 17            | Jason Brown                | Estados Unidos   | 11            | –             | –             | –             | –             | –             | 11            |
| 18            | Nam Nguyen                 | Canadá           | –             | 7             | –             | –             | 4             | –             | 11            |
| 19            | Alexander Petrov           | Rússia           | –             | 5             | –             | 5             | –             | –             | 10            |
| 20            | Denis Ten                  | Cazaquistão      | 0             | –             | –             | 9             | –             | –             | 9             |
| 21            | Mikhail Kolyada            | Rússia           | –             | –             | –             | –             | 7             | –             | 7             |
| 22            | Keiji Tanaka               | Japão            | –             | –             | –             | –             | –             | 7             | 7             |
| 23            | Michal Březina             | República Tcheca | –             | 3             | –             | –             | –             | 4             | 7             |
| 24            | Richard Dornbush           | Estados Unidos   | –             | –             | 4             | –             | –             | 3             | 7             |
| 25            | Michael Christian Martinez | Filipinas        | –             | –             | 5             | –             | –             | –             | 5             |
| 26            | Timothy Dolensky           | Estados Unidos   | –             | 4             | –             | –             | –             | –             | 4             |
| 27            | Ivan Righini               | Itália           | –             | –             | 0             | –             | 3             | –             | 3             |
| 28            | Brendan Kerry              | Austrália        | 3             | –             | –             | –             | –             | 0             | 3             |
| 29            | Wang Yi                    | China            | –             | –             | –             | 3             | –             | –             | 3             |
| 30            | Misha Ge                   | Uzbequistão      | –             | –             | 3             | –             | –             | –             | 3             |
| 31            | Chafik Besseghier          | França           | –             | –             | –             | 0             | –             | 0             | 0             |
| 32            | Kim Jin-seo                | Coreia do Sul    | –             | 0             | –             | 0             | –             | –             | 0             |
| 33            | Song Nan                   | China            | –             | –             | 0             | –             | –             | –             | 0             |
| 34            | Takahiko Kozuka            | Japão            | –             | –             | –             | –             | 0             | –             | 0             |
| 35            | Alexei Bychenko            | Israel           | 0             | –             | –             | –             | 0             | –             | 0             |
| 36            | Sei Kawahara               | Japão            | –             | 0             | –             | –             | –             | –             | 0             |
| 37            | Elladj Balde               | Canadá           | –             | –             | 0             | –             | –             | 0             | 0             |
| 38            | Florent Amodio             | França           | 0             | –             | –             | –             | –             | –             | 0             |
| 39            | Keegan Messing             | Canadá           | –             | 0             | –             | –             | –             | –             | 0             |
| 40            | Romain Ponsart             | França           | –             | –             | –             | 0             | –             | –             | 0             |
| 41            | Moris Kvitelashvili        | Rússia           | –             | –             | 0             | –             | –             | –             | 0             |
| 42            | Lee June-hyoung            | Coreia do Sul    | –             | 0             | –             | –             | –             | –             | 0             |
| –             | Peter Liebers              | Alemanha         | –             | –             | –             | –             | 0             | –             | 0             |

### Individual feminino
| Classificação | Classificação          | Classificação  | Classificação | Classificação | Classificação | Classificação | Classificação | Classificação | Classificação |
| Pos.          | Nome                   | Nacionalidade  | USA           | CAN           | CHN           | FRA           | RUS           | JPN           | Total         |
| ------------- | ---------------------- | -------------- | ------------- | ------------- | ------------- | ------------- | ------------- | ------------- | ------------- |
| 1             | Gracie Gold            | Estados Unidos | 13            | –             | –             | 15            | –             | –             | 28            |
| 2             | Evgenia Medvedeva      | Rússia         | 15            | –             | –             | –             | 13            | –             | 28            |
| 3             | Satoko Miyahara        | Japão          | 11            | –             | –             | –             | –             | 15            | 26            |
| 4             | Mao Asada              | Japão          | –             | –             | 15            | –             | –             | 11            | 26            |
| 5             | Elena Radionova        | Rússia         | –             | –             | 11            | –             | 15            | –             | 26            |
| 6             | Ashley Wagner          | Estados Unidos | –             | 15            | –             | –             | –             | 9             | 24            |
| 7             | Rika Hongo             | Japão          | –             | –             | 13            | –             | 7             | –             | 20            |
| 8             | Elizaveta Tuktamysheva | Rússia         | –             | 13            | –             | 7             | –             | –             | 20            |
| 9             | Courtney Hicks         | Estados Unidos | –             | –             | 5             | –             | –             | 13            | 18            |
| 10            | Julia Lipnitskaia      | Rússia         | 5             | –             | –             | 13            | –             | –             | 18            |
| 11            | Kanako Murakami        | Japão          | –             | 9             | –             | 9             | –             | –             | 18            |
| 12            | Roberta Rodeghiero     | Itália         | –             | –             | –             | 11            | 4             | –             | 15            |
| 13            | Yuka Nagai             | Japão          | –             | 11            | –             | –             | 3             | –             | 14            |
| 14            | Polina Edmunds         | Estados Unidos | –             | 5             | –             | –             | 9             | –             | 14            |
| 15            | Karen Chen             | Estados Unidos | 7             | –             | 7             | –             | –             | –             | 14            |
| 16            | Elizabet Tursynbaeva   | Cazaquistão    | 9             | 4             | –             | –             | –             | –             | 13            |
| 17            | Gabrielle Daleman      | Canadá         | –             | 7             | –             | 5             | –             | –             | 12            |
| 18            | Adelina Sotnikova      | Rússia         | –             | –             | –             | –             | 11            | –             | 11            |
| 19            | Anna Pogorilaya        | Rússia         | –             | –             | 9             | –             | –             | 0             | 9             |
| 20            | Nicole Rajičová        | Eslováquia     | 4             | –             | 4             | –             | –             | –             | 8             |
| 21            | Mirai Nagasu           | Estados Unidos | –             | –             | –             | –             | –             | 7             | 7             |
| 22            | Alena Leonova          | Rússia         | –             | 3             | –             | –             | –             | 3             | 6             |
| 23            | Alaine Chartrand       | Canadá         | 0             | –             | –             | –             | 5             | –             | 5             |
| 24            | Kaetlyn Osmond         | Canadá         | –             | 0             | –             | –             | –             | 5             | 5             |
| 25            | Li Zijun               | China          | –             | –             | 0             | –             | –             | 4             | 4             |
| 26            | Angelīna Kučvaļska     | Letônia        | –             | –             | –             | 4             | –             | –             | 4             |
| 27            | Park So-youn           | Coreia do Sul  | 0             | –             | 3             | –             | –             | –             | 3             |
| 28            | Angela Wang            | Estados Unidos | –             | –             | –             | 3             | –             | –             | 3             |
| 29            | Mariah Bell            | Estados Unidos | 3             | –             | –             | –             | –             | –             | 3             |
| 30            | Joshi Helgesson        | Suécia         | –             | 0             | –             | –             | 0             | –             | 0             |
| 31            | Haruka Imai            | Japão          | 0             | –             | –             | 0             | –             | –             | 0             |
| 32            | Hannah Miller          | Estados Unidos | –             | –             | 0             | –             | 0             | –             | 0             |
| 33            | Mariko Kihara          | Japão          | –             | –             | –             | –             | –             | 0             | 0             |
| 34            | Veronik Mallet         | Canadá         | –             | 0             | –             | –             | –             | –             | 0             |
| 35            | Riona Kato             | Japão          | –             | –             | –             | –             | 0             | –             | 0             |
| 36            | Brooklee Han           | Austrália      | –             | –             | –             | 0             | –             | –             | 0             |
| 37            | Miyu Nakashio          | Japão          | 0             | –             | –             | –             | –             | –             | 0             |
| 38            | Maria Artemieva        | Rússia         | –             | –             | –             | –             | –             | 0             | 0             |
| 39            | Zhao Ziquan            | China          | –             | –             | 0             | –             | –             | –             | 0             |
| 40            | Maé-Bérénice Méité     | França         | –             | –             | –             | 0             | –             | –             | 0             |
| 41            | Isabelle Olsson        | Suécia         | –             | 0             | –             | –             | –             | –             | 0             |
| 42            | Zheng Lu               | China          | –             | –             | 0             | –             | –             | –             | 0             |
| 43            | Laurine Lecavelier     | França         | –             | –             | –             | 0             | –             | –             | 0             |
| 44            | Daša Grm               | Eslovênia      | –             | –             | –             | –             | 0             | –             | 0             |

### Duplas
| Classificação | Classificação                           | Classificação  | Classificação | Classificação | Classificação | Classificação | Classificação | Classificação | Classificação |
| Pos.          | Nome                                    | Nacionalidade  | USA           | CAN           | CHN           | FRA           | RUS           | JPN           | Total         |
| ------------- | --------------------------------------- | -------------- | ------------- | ------------- | ------------- | ------------- | ------------- | ------------- | ------------- |
| 1             | Meagan Duhamel / Eric Radford           | Canadá         | –             | 15            | –             | –             | –             | 15            | 30            |
| 2             | Yuko Kavaguti / Alexander Smirnov       | Rússia         | –             | –             | 15            | –             | 13            | –             | 28            |
| 3             | Sui Wenjing / HanCong                   | China          | 15            | –             | 13            | –             | –             | –             | 28            |
| 4             | Ksenia Stolbova / Fedor Klimov          | Rússia         | 9             | –             | –             | –             | 15            | –             | 24            |
| 5             | Alexa Scimeca / Chris Knierim           | Estados Unidos | 13            | –             | –             | –             | –             | 11            | 24            |
| 6             | Yu Xiaoyu / Jin Yang                    | China          | –             | –             | 11            | –             | –             | 13            | 24            |
| 7             | Julianne Seguin / Charlie Bilodeau      | Canadá         | 11            | –             | –             | 11            | –             | –             | 22            |
| 8             | Peng Cheng / Zhang Hao                  | China          | –             | –             | –             | 9             | 11            | –             | 20            |
| 9             | Vanessa James / Morgan Cipres           | França         | –             | –             | –             | 13            | –             | 5             | 18            |
| 10            | Wang Xuehan / Wang Lei                  | China          | 7             | –             | 9             | –             | –             | –             | 16            |
| 11            | Vera Bazarova / Andrei Deputat          | Rússia         | –             | 7             | –             | –             | –             | 9             | 16            |
| 12            | Tatiana Volosozhar / Maxim Trankov      | Rússia         | –             | –             | –             | 15            | –             | –             | 15            |
| 13            | Marissa Castelli / Mervin Tran          | Estados Unidos | –             | 9             | –             | 5             | –             | –             | 14            |
| 14            | Tarah Kayne / Daniel O Shea             | Estados Unidos | 5             | –             | –             | –             | 9             | –             | 14            |
| 15            | Evgenia Tarasova / Vladimir Morozov     | Rússia         | –             | 13            | –             | 0             | –             | –             | 13            |
| 16            | Kirsten Moore-Towers / Michael Marinaro | Canadá         | –             | 11            | –             | –             | 0             | –             | 11            |
| 17            | Lubov Iliushechkina / Dylan Moscovitch  | Canadá         | –             | –             | 0             | –             | –             | 7             | 7             |
| 18            | Kristina Astakhova / Alexei Rogonov     | Rússia         | 0             | –             | 7             | –             | –             | –             | 7             |
| 19            | Nicole Della Monica / Matteo Guarise    | Itália         | –             | –             | –             | 7             | –             | –             | 7             |
| 20            | Natalja Zabijako / Alexander Enbert     | Rússia         | –             | –             | –             | –             | 7             | –             | 7             |
| 21            | Miriam Ziegler / Severin Kiefer         | Áustria        | –             | 5             | –             | 0             | –             | –             | 5             |
| 22            | Mari Vartmann / Ruben Blommaert         | Alemanha       | –             | –             | 5             | –             | –             | –             | 5             |
| 23            | Valentina Marchei / Ondrej Hotarek      | Itália         | –             | 0             | –             | –             | 5             | –             | 5             |
| 24            | Vanessa Grenier / Maxime Deschamps      | Canadá         | –             | 0             | 0             | –             | –             | –             | 0             |
| 25            | Jessica Calalang / Zack Sidhu           | Estados Unidos | –             | –             | –             | –             | –             | 0             | 0             |
| 26            | Jessica Pfund / Joshua Santillan        | Estados Unidos | 0             | –             | –             | –             | –             | –             | 0             |
| 27            | Hayleigh Bell / Rudi Swiegers           | Canadá         | –             | –             | –             | –             | 0             | –             | 0             |
| 28            | Amani Fancy / Christopher Boyadji       | Reino Unido    | –             | –             | –             | –             | –             | 0             | 0             |

### Dança no gelo
| Classificação | Classificação                                 | Classificação  | Classificação | Classificação | Classificação | Classificação | Classificação | Classificação | Classificação |
| Pos.          | Nome                                          | Nacionalidade  | USA           | CAN           | CHN           | FRA           | RUS           | JPN           | Total         |
| ------------- | --------------------------------------------- | -------------- | ------------- | ------------- | ------------- | ------------- | ------------- | ------------- | ------------- |
| 1             | Kaitlyn Weaver / Andrew Poje                  | Canadá         | –             | 15            | –             | –             | 15            | –             | 30            |
| 2             | Madison Chock / Evan Bates                    | Estados Unidos | 15            | –             | 13            | –             | –             | –             | 28            |
| 3             | Anna Cappellini / Luca Lanotte                | Itália         | –             | –             | 15            | –             | 13            | –             | 28            |
| 4             | Maia Shibutani / Alex Shibutani               | Estados Unidos | –             | 13            | –             | –             | –             | 15            | 28            |
| 5             | Madison Hubbell / Zachary Donohue             | Estados Unidos | –             | –             | –             | 15            | –             | 11            | 26            |
| 6             | Ekaterina Bobrova / Dmitri Soloviev           | Rússia         | –             | 11            | –             | –             | –             | 13            | 24            |
| 7             | Victoria Sinitsina / Nikita Katsalapov        | Rússia         | 13            | –             | –             | –             | 11            | –             | 24            |
| 8             | Piper Gilles / Paul Poirier                   | Canadá         | 11            | –             | –             | 13            | –             | –             | 24            |
| 9             | Alexandra Stepanova / Ivan Bukin              | Rússia         | –             | –             | –             | 11            | –             | 9             | 20            |
| 10            | Elena Ilinykh / Ruslan Zhiganshin             | Rússia         | –             | –             | 11            | –             | 7             | –             | 18            |
| 11            | Charlene Guignard / Marco Fabbri              | Itália         | –             | 9             | –             | –             | 9             | –             | 18            |
| 12            | Penny Coomes / Nicholas Buckland              | Reino Unido    | –             | –             | –             | 9             | –             | 7             | 16            |
| 13            | Anastasia Cannuscio / Colin Mcmanus           | Estados Unidos | 7             | –             | –             | –             | –             | 5             | 12            |
| 14            | Anna Yanovskaya / Sergey Mozgov               | Rússia         | 5             | –             | –             | 5             | –             | –             | 10            |
| 15            | Kaitlin Hawayek / Jean-Luc Baker              | Estados Unidos | 9             | –             | 0             | –             | –             | –             | 9             |
| 16            | Federica Testa / Lukáš Csölley                | Eslováquia     | –             | –             | 9             | –             | –             | –             | 9             |
| 17            | Laurence Fournier Beaudry / Nikolaj Sorensen  | Dinamarca      | –             | 0             | –             | 7             | –             | –             | 7             |
| 18            | Ksenia Monko / Kirill Khaliavin               | Rússia         | –             | 7             | –             | –             | 0             | –             | 7             |
| 19            | Zhao Yue / Zheng Xun                          | China          | –             | –             | 7             | –             | –             | –             | 7             |
| 20            | Wang Shiyue / Liu Xinyu                       | China          | 0             | –             | 5             | –             | –             | –             | 5             |
| 21            | Alexandra Paul / Mitchell Islam               | Canadá         | –             | 5             | –             | –             | –             | –             | 5             |
| 22            | Rebeka Kim / Kirill Minov                     | Coreia do Sul  | –             | –             | –             | –             | 5             | –             | 5             |
| 23            | Kana Muramoto / Chris Reed                    | Japão          | –             | –             | –             | –             | –             | 0             | 0             |
| 24            | Alexandra Nazarova / Maxim Nikitin            | Ucrânia        | 0             | –             | –             | –             | –             | –             | 0             |
| 25            | Alisa Agafonova / Alper Ucar                  | Turquia        | –             | –             | –             | 0             | –             | –             | 0             |
| 26            | Viktoria Kavaliova / Yurii Bieliaiev          | Bielorrússia   | –             | –             | –             | –             | 0             | –             | 0             |
| 27            | Elisabeth Paradis / Francois-Xavier Ouellette | Canadá         | –             | 0             | –             | –             | –             | –             | 0             |
| 28            | Emi Hirai / Marien De La Asuncion             | Japão          | –             | –             | –             | –             | –             | 0             | 0             |
| –             | Cong Yue / Sun Zhuoming                       | China          | –             | –             | 0             | –             | –             | –             | 0             |

## Quadro de medalhas
| Ordem | País           | Medalha de ouro | Medalha de prata | Medalha de bronze |    | Ordem por total |
| ----- | -------------- | --------------- | ---------------- | ----------------- | -- | --------------- |
| 1     | Rússia         | 7               | 9                | 8                 | 24 | 1               |
| 2     | Estados Unidos | 6               | 6                | 4                 | 16 | 1               |
| 3     | Canadá         | 6               | 2                | 4                 | 12 | 3               |
| 4     | Japão          | 5               | 4                | 7                 | 16 | 3               |
| 5     | Espanha        | 2               | 1                |                   | 3  | 5               |
| 6     | China          | 1               | 4                | 3                 | 8  | 5               |
| 7     | Itália         | 1               | 1                | 2                 | 4  | 4               |
| 8     | França         |                 | 1                |                   | 1  | 4               |
| TOTAL | TOTAL          | 28              | 28               | 28                | 84 | —               |